# Barcas Rio
El Consorcio Barcas Rio es el actual operador del transporte acuático de Río de Janeiro, sucediendo a CCR Barcas desde el 12 de febrero del 2025. CCR Barcas operó esa concesión desde el 2 de julio del 2012 tras haber sido fundada, en 1998, como "Barcas S.A." 
El consorcio está compuesto por las empresas BK Consultoria e Serviços, Internacional Marítima, Sudeste Navegação e Innovia Soluções Inteligentes, siendo ganador de la licitación realizada por el gobierno del estado de Río de Janeiro el 22 de noviembre del 2024, y será la empresa responsable de la operación del servicio por un plazo de cinco años renovables por otros cinco.
Opera en concesión las líneas de transbordadores entre los municipios de Río de Janeiro, Niterói, Angra dos Reis y Mangaratiba cruzando la bahía de Guanabara en el estado de Río de Janeiro. 